# Paragymnobothrus rufipes
Paragymnobothrus rufipes är en insektsart som först beskrevs av Boris Petrovich Uvarov 1925.  Paragymnobothrus rufipes ingår i släktet Paragymnobothrus och familjen gräshoppor. Inga underarter finns listade i Catalogue of Life.